# Dipodillus maghrebi
Dipodillus maghrebi là một loài động vật có vú trong họ Chuột, bộ Gặm nhấm. Loài này được Schlitter & Setzer mô tả năm 1972.